# Alexandre Havard
Alexandre Havard (París, 7 de febrero de 1962) es un abogado y escritor francés, autor de varios libros sobre desarrollo personal y gestión, que él denomina liderazgo virtuoso. Vive en Moscú y comercializa su método a través de institutos de formación que ha creado en varios países. Se describe a sí mismo como un aretólogo, es decir, estudia la ciencia de las virtudes.

## Biografía
Alexandre Dianine-Havard tiene origen francés, ruso y georgiano. Tras licenciarse en Derecho por la Universidad de París V Descartes, ejerció brevemente como abogado en Estrasburgo (1988-1989). Poco después se trasladó a Helsinki, donde residió durante dieciocho años. En 2000, abandonó su labor jurídica para dedicarse una labor divulgadora. Desde 2007 vive y trabaja en Moscú.
Es miembro numerario del Opus Dei. Describió en detalle su vocación, su trayectoria y la de su familia en su libro "Mi Camino hacía el Liderazgo virtuoso" (EUNSA, 2021).

## Métodos de desarrollo personal
En sus libros, Alexandre Havard pretende dar a sus lectores un estilo de gestión que él llama liderazgo virtuoso, diferente al liderazgo situacional, que según él implica el desarrollo de la persona humana. El liderazgo y la virtud están vinculados porque la virtud crea confianza y permite al líder hacer lo que la gente espera de él. Distingue al líder, que ayuda a las personas a avanzar, del gerente, que hace avanzar las cosas.
Su enfoque distingue el temperamento, innato, del carácter, adquirido mediante la repetición de actos nobles. Sostiene que las virtudes imprimen carácter a nuestro temperamento para que este temperamento deje de dominarnos, por lo que el que carece de virtud es esclavo de su temperamento. Piensa que el liderazgo no excluye a nadie ya que todos pueden crecer en virtud, siendo el carácter solo un conjunto de virtudes.
Se basa en los conceptos de temperamento y carácter, haciendo referencia a las obras de Hipócrates y Aristóteles, enriquecidas por el pensamiento cristiano.
Alexandre Havard analiza la virtud de forma sistémica.
Su libro Creado para la grandeza: el liderazgo como ideal de vida se ha comparado con After virtue de Alasdair MacIntyre.
En su libro El liderazgo virtuoso, traducido a veintidós idiomas desde su publicación en Estados Unidos en 2007, cree que los líderes no basan su poder en la potestas sino en la auctoritas. Si esta auctoritas falta se inicia un círculo vicioso. En su lugar, la autoridad débil conduce al abuso de poder, lo que conduce a una mayor erosión de la autoridad y se bloquea el camino hacia el liderazgo auténtico.
Considera que la virtud tiene una única finalidad: la de realizarse plenamente como ser humano. Por tanto, la eficiencia no es el objetivo sino una de las consecuencias de una vida virtuosa. La excelencia es lo primero, la eficiencia lo segundo. Y la primera virtud que se adquiere cuando se desea ser líder es la virtud de la magnanimidad, la segunda es la humildad.
La enseñanza del liderazgo implica necesariamente la enseñanza de las virtudes. Los líderes se esfuerzan por crecer en virtud o no son líderes. De modo que el liderazgo y la virtud no solo son compatibles, sino sinónimos. Esto significa que no es posible alcanzar la magnanimidad, que es la virtud de la excelencia, si no se trabaja en las otras virtudes. Los líderes se definen por la magnanimidad y la humildad.

## Difusión
Alexandre Havard creó diversos institutos de liderazgo virtuoso, que están presentes en los cinco continentes.
Ha publicado varios libros sobre el tema y, en particular, ha dado conferencias en Shanghái, Estados Unidos, -en la Escuela Nacional de Guerra y la Naval War College-, en Kenia en Strathmore University, en París en el liceo Saint Jean de Passy.
La Universidad de Mary en Dakota del Norte ha creado un MBA en Liderazgo Virtuoso, con el que está asociada.

## Rusia y Europa
Aparte del liderazgo y el desarrollo personal, Alexandre Havard analiza la cuestión de las relaciones entre Rusia y Europa. Cree que el mundo en general, y Europa en particular, necesita el “genio ruso”.

## Obras
- 7 profetas: Un análisis de la crisis global, Eunsa, Pamplona, 2023, 192 pp. ISBN 9788431338848.
- Mi Camino hacia el Liderazgo virtuoso, Eunsa, Pamplona, 2021, 145 pp. ISBN 9788431336042.
- Coaching con Juana de Arco, Eunsa, Pamplona, 2020, 101 pp. ISBN 9788431335793.
- Creados para la grandeza,  Eunsa, Pamplona, 2019, 124 pp. ISBN 9788431333553.
- Del temperamento al carácter - Cómo convertirse en un líder virtuoso, Eunsa, Pamplona, 2019, 136 pp. ISBN 9788431333867.
- Corazón libre: sobre la educación de los sentimientos, Eunsa, Pamplona, 2019, 96 pp. ISBN 9788431334307.
- Liderazgo virtuoso. Las virtudes clásicas, base de la excelencia personal, Palabra, Madrid, 2017, 224 pp. ISBN 9788490615850